# Psiche abbandonata
La Psiche abbandonata è una scultura in marmo bianco realizzata nel 1819 dallo scultore carrarese Pietro Tenerani (1789-1869) e riprodotta dall'autore stesso in varie repliche. La prima realizzazione dell'opera fu commissionata dalla marchesa Carlotta De' Medici Lenzoni di Firenze ed è conservata alla Galleria degli Uffizi di Firenze.
Considerata una delle più famose opere scultoree neoclassiche italiane, la Psiche abbandonata è anche una delle più note realizzazioni del Tenerani, fra i più acclamati artisti di quel movimento artistico e del purismo italiano.

## Descrizione
Il gesso della Psiche venne composto dal Tenerani nel 1816 e l'opera compiuta acquistata nel 1819 dalla nobildonna salottiera fiorentina Carlotta de' Medici Lenzoni; l'opera venne successivamente riprodotta in quattro copie: per il principe di Metternich, per il generale francese Bertin de Vaux, per gli inglesi Lord Tornvendson ed Henry Labouchere. Fu proprio nel salotto della residenza della nobildonna fiorentina che la prima Psiche fu veduta dal letterato Pietro Giordani (1774-1848) che nel 1836 ne avrebbe fatto oggetto di un breve libretto intitolato La prima Psiche di Pietro Tenerani e dedicato a Madama Adelaide Calderara Butti. Nell''incipit del componimento la statua viene così descritta dal letterato:
larle; perché niuno presume di saperla consolare.»
Tenerani raffigura Psiche in dimensioni dal vero come una giovane fanciulla nuda e dotata di due ali seduta su uno sperone di roccia, con la tunica che le ricade sulla gamba sinistra e che copre la coscia destra. Il capo è leggermente reclinato verso sinistra in una posa di sconforto e tristezza, lo sguardo rivolto verso il basso; la giovane donna tiene le mani in grambo, con la destra che copre il polso sinistro. La capigliatura è formata da un elaborato chignon che raccoglie le chiome fissate da due nastri.